# Marie Yassi
Marie Claire Yassi (* 7. November 1985 in Cocody) ist eine ivorische Fußballnationalspielerin.

## Karriere

### Verein
Yassi startete ihre Karriere bei Juventus de Yopougon. 2011 verließ sie die Elfenbeinküste und unterschrieb bei Chabab Atlas 5 Khénifra, in der höchsten marokkanischen Frauenfußballliga. 2012 und 2014 wurde sie jeweils mit Atlas 5 Vizemeister des Championnat National.

### Nationalmannschaft
Seit 2005 steht sie im Kader der Ivorische Fußballnationalmannschaft der Frauen. Sie gehört gegenwärtig mit Esmel Amari zu zwei Marokko-Legionären, mit der sie zudem die Mittelfeldachse der Nationalmannschaft bildet.